# Anthony Lurling
Anthonius Petrus (Anthony) Lurling ('s-Hertogenbosch, 22 april 1977) is een voormalig Nederlands profvoetballer en huidig voetbaltrainer. Lurling was een aanvaller en speelde meestal als buitenspeler, maar kon ook achter de spits uit de voeten. Hij speelde voor FC Den Bosch, sc Heerenveen, Feyenoord, NAC Breda, RKC en 1. FC Köln. Met 77 doelpunten is hij all-time topscorer van FC Den Bosch. Op zijn 39ste verjaardag nam hij na tweeëntwintig seizoenen in het betaalde voetbal afscheid als speler.

## Loopbaan
In 1994 op zeventienjarige leeftijd maakte Lurling zijn debuut in het eerste elftal van FC Den Bosch. Hij vormde snel daarna een vast aanvalskoppel met Ruud van Nistelrooij. De laatste was daarbij vaak aangever en Lurling afmaker. In zijn jaren bij Den Bosch, dat toen actief was in de Eerste divisie, scoorde Lurling in vijf seizoenen 56 goals in 135 wedstrijden. Hierna kwam Lurling onder contract bij toen subtopper sc Heerenveen, waarvoor hij zijn debuut in de Eredivisie maakte.
Na drie seizoenen voor Heerenveen maakte Lurling de overstap naar Feyenoord. In de seizoenen 2002-2003 en 2003-2004 speelde hij voor de Rotterdammers. Nadat Lurling uit de gratie raakte bij Feyenoord, verkaste hij in de zomer van 2004 op huurbasis naar NAC Breda. Hierna kreeg hij een contract voor drie jaar bij de Duitse club 1. FC Köln. Door aanpassingsproblemen keerde Lurling echter al in de winterstop terug naar Nederland: hij maakte de tweede seizoenshelft op huurbasis af bij RKC Waalwijk.
In de zomer van 2006 verliet Lurling voorgoed 1. FC Köln en keerde terug bij FC Den Bosch. Na één seizoen Den Bosch speelde de aanvaller vanaf seizoen 2007/08 weer in de Eredivisie. De Brabander speelde sinds het seizoen 2007/08 in het Rat Verlegh Stadion van NAC Breda. Hij tekende een contract voor twee seizoenen, maar bleef uiteindelijk 6,5 jaar. Hij was vrijwel altijd een vaste waarde en miste nauwelijks een wedstrijd. Lurling leefde bij NAC in onmin met coach Nebojša Gudelj en per 27 januari 2014 verruilde hij de club voor sc Heerenveen, dat hij tussen 1999 en 2002 ook al diende. Op 24 mei 2014 werd bekend dat Lurling terugkeerde op het oude nest en hij tekende voor twee seizoenen een amateurcontract bij FC Den Bosch. Het gehele seizoen 2015/16 kampte Lurling met blessures en kwam hij niet in actie. In de laatste thuiswedstrijd van het seizoen, op zijn 39-ste verjaardag, nam hij met een korte invalbeurt afscheid als speler.
Hij was Nederlands jeugdinternational en nam deel aan het Europees kampioenschap voetbal onder 21 - 2000. Lurling zat op 2 september 2000 eenmalig op de bank bij het Nederlands elftal tijdens de WK-kwalificatiewedstrijd tegen Ierland.
Lurling’s opa was de oud-voetballer Piet van Overbeek.

## Trainersloopbaan
Na zijn spelersloopbaan werd Lurling in juli 2016 aangesteld als spitsentrainer bij FC Den Bosch. Na zijn functie als spitsentrainer werd Lurling in juli 2018 aangesteld als jeugdtrainer bij PSV. In datzelfde jaar werd Lurling aangesteld als hoofdtrainer van FC Engelen, de club waar hij na zijn professionele spelersloopbaan nog drie jaar actief was als amateurspeler in het eerste elftal. Op 24 februari 2021 werd bekend dat Lurling medio 2021 aan de slag zou gaan bij NAC Breda als jeugdtrainer van Onder 15 en als assistent-trainer bij het eerste elftal.

## Clubstatistieken
| Seizoen                      | Club           | Land      | Competitie     | Duels | Goals |
| ---------------------------- | -------------- | --------- | -------------- | ----- | ----- |
| 1994/95                      | FC Den Bosch   | Nederland | Eerste divisie | 5     | 0     |
| 1995/96                      | FC Den Bosch   | Nederland | Eerste divisie | 34    | 19    |
| 1996/97                      | FC Den Bosch   | Nederland | Eerste divisie | 34    | 11    |
| 1997/98                      | FC Den Bosch   | Nederland | Eerste divisie | 33    | 13    |
| 1998/99                      | FC Den Bosch   | Nederland | Eerste divisie | 29    | 13    |
| 1999/00                      | sc Heerenveen  | Nederland | Eredivisie     | 32    | 18    |
| 2000/01                      | sc Heerenveen  | Nederland | Eredivisie     | 34    | 12    |
| 2001/02                      | sc Heerenveen  | Nederland | Eredivisie     | 28    | 6     |
| 2002/03                      | Feyenoord      | Nederland | Eredivisie     | 30    | 3     |
| 2003/04                      | Feyenoord      | Nederland | Eredivisie     | 27    | 5     |
| 2004/05                      | Feyenoord      | Nederland | Eredivisie     | 0     | 0     |
| 2004/05                      | → NAC Breda    | Nederland | Eredivisie     | 29    | 4     |
| 2005/06                      | 1. FC Köln     | Duitsland | Bundesliga     | 12    | 0     |
| 2005/06                      | → RKC Waalwijk | Nederland | Eredivisie     | 14    | 1     |
| 2006/07                      | FC Den Bosch   | Nederland | Eerste divisie | 19    | 5     |
| 2007/08                      | NAC Breda      | Nederland | Eredivisie     | 29    | 5     |
| 2008/09                      | NAC Breda      | Nederland | Eredivisie     | 25    | 5     |
| 2009/10                      | NAC Breda      | Nederland | Eredivisie     | 31    | 7     |
| 2010/11                      | NAC Breda      | Nederland | Eredivisie     | 23    | 2     |
| 2011/12                      | NAC Breda      | Nederland | Eredivisie     | 32    | 7     |
| 2012/13                      | NAC Breda      | Nederland | Eredivisie     | 30    | 6     |
| 2013/14                      | NAC Breda      | Nederland | Eredivisie     | 18    | 1     |
| 2013/14                      | sc Heerenveen  | Nederland | Eredivisie     | 5     | 0     |
| 2014/15                      | FC Den Bosch   | Nederland | Eerste divisie | 30    | 5     |
| 2015/16                      | FC Den Bosch   | Nederland | Eerste divisie | 1     | 0     |
| Totaal                       | Totaal         | Totaal    | Totaal         | 584   | 148   |
| Bijgewerkt tot 22 april 2016 |                |           |                |       |       |

## Erelijst

### MetFC Den Bosch
| Nationaal               |    |         |
| Kampioen Eerste Divisie | 1x | 1998/99 |